# سوپر جام فوتبال ایران ۱۳۸۴
سوپر جام فوتبال ایران ۱۳۸۴ اولین دورهٔ مسابقهٔ سوپر جام فوتبال ایران بود که بین قهرمان لیگ برتر ۸۴–۱۳۸۳ و قهرمان جام حذفی ۸۴–۱۳۸۳ توسط فدراسیون فوتبال ایران برگزار شد.
تیم صبا باتری برای اولین بار قهرمان این دوره از رقابت‌ها شد.

## باشگاه‌ها
| تیم           | عنوان                                | دیدارهای پیشین (اعداد پررنگ نشان دهنده قهرمانی) |
| ------------- | ------------------------------------ | ----------------------------------------------- |
| فولاد خوزستان | قهرمان لیگ برتر فوتبال ایران ۸۴–۱۳۸۳ | بدون حضور                                       |
| صبا باتری     | قهرمان جام حذفی فوتبال ایران ۸۴–۱۳۸۳ | بدون حضور                                       |

## اطلاعات بازی
| صبا باتری                               | ۴–۰ | فولاد خوزستان |
| --------------------------------------- | --- | ------------- |
| دایی ۱۰'، ۸۰' · ماکوسی ۷۵' · سلطانی ۸۲' |     |               |

## قهرمان
| قهرمان سوپر جام ایران ۱۳۸۴ |
| -------------------------- |
| صبا باتری تهران            |
| اولین قهرمانی              |